# 迪爾菲爾德 (密歇根州)
迪爾菲爾德（英語：Deerfield）是位於美國密歇根州萊納維縣迪爾菲爾德鎮區的一個村。

## 人口
根據2020年美國人口普查的數據，迪爾菲爾德的面積為2.46平方千米，當中陸地面積為2.46平方千米，而水域面積為0.00平方千米。當地共有人口901人，而人口密度為每平方千米366人。